# Är du en sökande, längtande själ
Är du en sökande, längtande själ är en sång med text och musik av frälsningsofficeren Gösta Blomberg.
Blombergs texter har upphovsrättsligt skydd till och med 2051.

## Publicerad i
- Frälsningsarméns sångbok 1990 som nr 379 under rubriken "Bön".
- Sångboken 1998 som nr 150.